# Guillaume-Antoine Olivier
Guillaume-Antoine Olivier (ur. 19 stycznia 1756 w Tulonie, zm. 1 października 1814 w Lyonie) – francuski przyrodnik, entomolog.

## Życiorys
Studiując medycynę w Montpellier, zaprzyjaźnił się z naturalistą Pierre’em Broussonetem. Z Jeanem Guillaume’em Bruguière’em i Jean-Baptistą de Lamarckiem założył w 1792 Journal d’Histoire Naturelle. Wziął udział w sześcioletniej podróży do Azji Mniejszej, Persji, Egiptu, na Cypr i Korfu. W 1798 powrócił do Francji z bogatą kolekcją okazów do badań nad historią naturalną. Następnie związał się z École nationale vétérinaire d’Alfort, gdzie od 1811 uczył zoologii.
Obecnie większa część kolekcji Olivier znajduje się w Muzeum Historii Naturalnej w Paryżu.